# Tanaostigma plaumanni
Tanaostigma plaumanni is een vliesvleugelig insect uit de familie Tanaostigmatidae. De wetenschappelijke naam is voor het eerst geldig gepubliceerd in 1987 door LaSalle.